# Vinzasca
Vinzasca è una frazione del comune italiano di Gombito, in Lombardia.

## Storia
Vinzasca è località prossima al fiume Adda di cui è nota la presenza di un porto fin dal secolo XI. Posta sulla sponda lodigiana del fiume, finì su quella opposta a causa di una catastrofica alluvione che deviò il corso fluviale, ma nonostante ciò non cambiò i riferimenti amministrativi.
L'estimo di Carlo V la cita nell'estimo dei comuni lodigiani nel XV secolo; un secolo dopo è un comune del Vescovato inferiore del Contado di Lodi appartenente per tre quarti alla casa Pallavicina di Scipione di Piacenza e per un quarto la casa Berçiza di Bergamo.
Nel XVIII secolo vi aveva giurisdizione il podestà di Lodi.
Prima dell'epoca napoleonica era inserito nella delegazione XIX del vescovato inferiore della provincia di Lodi mentre poi, con la fusione fra Lodi e Cremona voluta dai francesi, fu inserito in vari distretti amministrativi: Montodine, Castelleone, Crema. Nel 1805 risultava comune di III classe del cantone V di Casalpusterlengo. Fu soppresso nel 1807 e aggregato al comune di Bertonico.
Durante il regno lombardo-veneto gli austriaci risepararono le due province, ma Vinzasca venne lasciata cremonese come parte del distretto III di Soresina della provincia di Cremona, riconoscendo dopo secoli la deviazione del corso del fiume; con decreto del 1 gennaio 1841 il comune di Vinzasca fu aggregato a Gombito.